# Équipe du Portugal de hockey sur gazon
Maillots
L'Équipe du Portugal de hockey sur gazon représente le Portugal dans les compétitions internationales de hockey sur gazon et est contrôlée par la Fédération portugaise de hockey, l’organe directeur du hockey sur gazon au Portugal.

## Palmarès

### Championnat d'Europe
- 1974 - 16e place

### Championnat d'Europe II
- 2007 - 7e place
- 2017 - 8e place

### Championnat d'Europe III
- 2005 -
- 2009 -
- 2011 - 6e place
- 2013 - 4e place
- 2015 -
- 2019 - 4e place
- 2021 - 4e place

### Ligue mondiale
- 2012-2013 - 33e place
- 2014-2015 - 1er tour
- 2016-2017 - 1er tour

### Hockey Series
- 2018-2019 - Open